# Моррис, Эрл
Эрл Мо́ррис (англ. Earle H. C. Morris, 16 августа 1945, Ростерн, Саскачеван, Канада) — канадский кёрлингист, тренер, спортивный функционер.
Первый из кёрлингистов Канады, кто выступал в мужском чемпионате Канады последовательно за три разные провинции: Манитобу в 1980, Квебек в 1982 и Онтарио в 1985 (позднее его достижение повторили ещё два кёрлингиста — сын Эрла, Джон Моррис, а также Райан Фрай).
Тренировал, в числе прочих, неоднократных победителей и призёров различных международных и канадских национальных турниров: мужскую команду своего сына Джона (чемпиона мира и Олимпийских игр), женские команды Дженнифер Джонс (чемпионов мира и Олимпийских игр) и Рэйчел Хоман (призёры чемпионатов мира: 3-е место в 2013, 2-е место в 2014) и др.
Изобретатель приспособления для кёрлинга «Stabilizer» (1996), которым пользуются многие — в их числе и знаменитые — кёрлингисты по всему миру.
В начале 2016 ввёден в Зал славы канадского кёрлинга (англ. Canadian Curling Hall of Fame).

## Спортивная карьера
Эрл Моррис — из «династии кёрлингистов»: он внук Клиффа Маклафлина (англ. Cliff McLaughlin), скипа команды-чемпиона провинции Саскачеван 1933 года. Сын Эрла, Джон Моррис — один из ведущих современных кёрлингистов Канады: олимпийский чемпион 2010, чемпион мира 2008, трёхкратный чемпион Канады среди мужчин (2008, 2009, 2015), двукратный чемпион мира среди юниоров (1998, 1999). На настоящий момент, это единственная семья кёрлингистов Канады, представители трёх поколений которой участвовали в мужских чемпионатах Канады разных лет.
Уже в детском и подростковом возрасте показывал себя как способный спортсмен, особенно преуспевал в бейсболе и кёрлинге.
Будучи военнослужащим, Моррису приходилось несколько раз менять место жительства, переезжая из одной части страны в другую, что давало ему возможности позаниматься кёрлингом в разных местах и разных условиях — а это научило его приспосабливаться к разному льду и остальным обстоятельствам соревнований (чего недостаёт многим кёрлингистам, в основном тренирующимся и соревнующимся в одном или нескольких клубах и залах своего города).
В 1968, 1969, 1970 выиграл, будучи скипом, три чемпионата Канадских вооружённых сил (CF Curling nationals) по кёрлингу.
Также, играя в бейсбол, выиграл три национальных чемпионата Вооруженных сил: в 1970 (заодно получив приз как Самый ценный игрок, англ. MVP), 1971, 1973; играл основную роль в команде, проявляя себя и как питчер, и как «бьющий» (англ. batter). В 1974 решил оставить бейсбол, сосредоточившись только на кёрлинге.
Впервые Моррис участвовал во взрослом мужском чемпионате Канады 1980 от армейского кёрлинг-клуба CFB Winnipeg Curling Club (Виннипег) (англ. CFB, Canadian Forces base —  База Канадских вооружённых сил), представляя провинцию Манитоба. На чемпионате в команде кроме скипа Эрла Морриса были Клэйр Деблонд, Гарри Деблонд и Уинстон Уоррен. Они выиграли 6 и проиграли 5 матчей, в итоге заняв 5-е место и не пройдя в плей-офф.
Два года спустя Эрл участвовал в чемпионате Канады 1982 на позиции третьего в команде скипа Дона Эйткена от армейского кёрлинг-клуба CFB St-Jean Curling Club из города Сен-Жан-сюр-Ришелье, представляя Квебек. Кроме Эрла и скипа Дона Эйткена в состав входили Лоурен Стивентон и Малкольм Тёрнер. В итоге команда выиграла 5 и проиграла 6 матчей, вновь заняв 5-е место и вновь не пройдя в плей-офф.
В третий и последний раз Эрл играл на чемпионате Канады 1985, вновь в качестве скипа команды от кёрлинг-клуба военно-морского флота R.C.N. (Navy) Curling Club (Оттава), представлявшей на сей раз Онтарио; в команду кроме Эрла входили Ловел Лорд, Дэйв Мерклингер и Билл Флетчер. Они вновь выиграли 5 и проиграли 6 матчей, заняв на сей раз лишь 10-е место.

### Тренерская работа
В 1985, сосредоточившись на кёрлинге, Моррис остался жить в Оттаве и, завершив карьеру кёрлингиста, стал тренером. Работал с разными командами, в основном детскими и подростковыми (тренировал в том числе и — совместно с Brian Savill — команду своего сына Джона, доведя её до юниорского чемпионата Канады в 1998, где они стали чемпионами, а затем выиграли и юниорский чемпионат мира 1998).
Моррис долго и успешно работал с командой Рэйчел Хоман — почти весь их юниорский период в 2002—2006 и 2009—2010, а затем уже в статусе взрослых в 2012—2014 годах. Моррис и Хоман познакомились в 1994, когда ей было ещё 5 лет и она только начала заниматься кёрлингом: сын Морриса Джон и старший брат Хоман Марк играли вместе в местной детской лиге (англ. Little Rock division). Моррис вспоминает: «Она была ещё слишком мала, чтобы играть с остальными, но когда они заканчивали, она выходила и старательно занималась на льду. Если кто-то на тренировке или в неофициальной игре уходил пораньше, она выходила вместо него и бросала камни. Уже было видно, что из неё может получиться нечто значительное». В 2010 под руководством Морриса команда Хоман выиграла юниорский чемпионат Канады и стали вице-чемпионами мира среди юниоров. В работе с командой Моррис акцентировал их внимание на пяти основных (и одинаково важных) компонентах подготовки: владение техникой игры, хорошая стратегия, моральная устойчивость, командная спаянность и динамика, здоровый образ жизни.
В 2010—2012 Моррис тренировал команду Дженнифер Джонс. С его тренерской помощью они стали вице-чемпионами Канады в 2011 году и бронзовыми призёрами чемпионата Канады в 2012.
Когда Моррис в 2012 вновь стал тренером команды Хоман, результатом стали две победы в чемпионате Канады (2013, 2014), бронза на чемпионате мира 2013 и серебряные медали чемпионата мира 2014.
В сезоне 2014—2015 тренировал команду Пэта Симмонса (где играет и его сын Джон), выигравших мужской чемпионат Канады 2015, а затем бронзовую медаль чемпионата мира 2015.
После окончания сезона 2014—2015 решил было закончить с тренерской работой, но всё же продолжил тренировать команду Пэта Симмонса к мужскому чемпионату Канады 2016.
В 2006—2008 Моррис тренировал мужскую сборную Австралии; лучший результат сборной в этот период — серебряная медаль на Тихоокеанско-азиатском чемпионате 2007.
Также много лет тренировал юниорские бейсбольные команды в регионе Оттавы; они побеждали в чемпионатах Онтарио и участвовали в чемпионатах Канады.

### Результаты как тренера национальных сборных
| Год  | Турнир                                            | Сборная   | Место |
| ---- | ------------------------------------------------- | --------- | ----- |
| 1998 | Чемпионат мира по кёрлингу среди юниоров 1998     | Канада    | 1     |
| 2006 | Чемпионат мира по кёрлингу среди мужчин 2006      | Австралия | 9     |
| 2007 | Чемпионат мира по кёрлингу среди мужчин 2007      | Австралия | 10    |
| 2007 | Тихоокеанско-Азиатский чемпионат по кёрлингу 2007 | Австралия | 2     |
| 2008 | Чемпионат мира по кёрлингу среди мужчин 2008      | Австралия | 6     |
| 2008 | Тихоокеанско-Азиатский чемпионат по кёрлингу 2008 | Австралия | 5     |
| 2010 | Чемпионат мира по кёрлингу среди юниоров 2010     | Канада    | 2     |
| 2013 | Чемпионат мира по кёрлингу среди женщин 2013      | Канада    | 3     |
| 2014 | Чемпионат мира по кёрлингу среди женщин 2014      | Канада    | 2     |
| 2015 | Чемпионат мира по кёрлингу среди мужчин 2015      | Канада    | 3     |

### Работа в организациях управления спортом
В 1987—1989 Моррис работал в Sport Canada (департаменте правительства Канады, занимается пропагандой спорта, поддержкой социальных программ в спорте) генеральным менеджером Ассоциации кёрлинга Канады.
Разработал для Ассоциации кёрлинга Канады курс программ «Getting Started in Curling and Coaching» (Как начать играть в кёрлинг и тренировать кёрлингистов).
Был президентом Всемирной ассоциации кёрлингистов (англ. World Curling Players Association), в прошлом и по сей день много работает по организации по всей Канаде турниров в рамках серии «Большого шлема» (Grand Slam series).

## Stabilizer

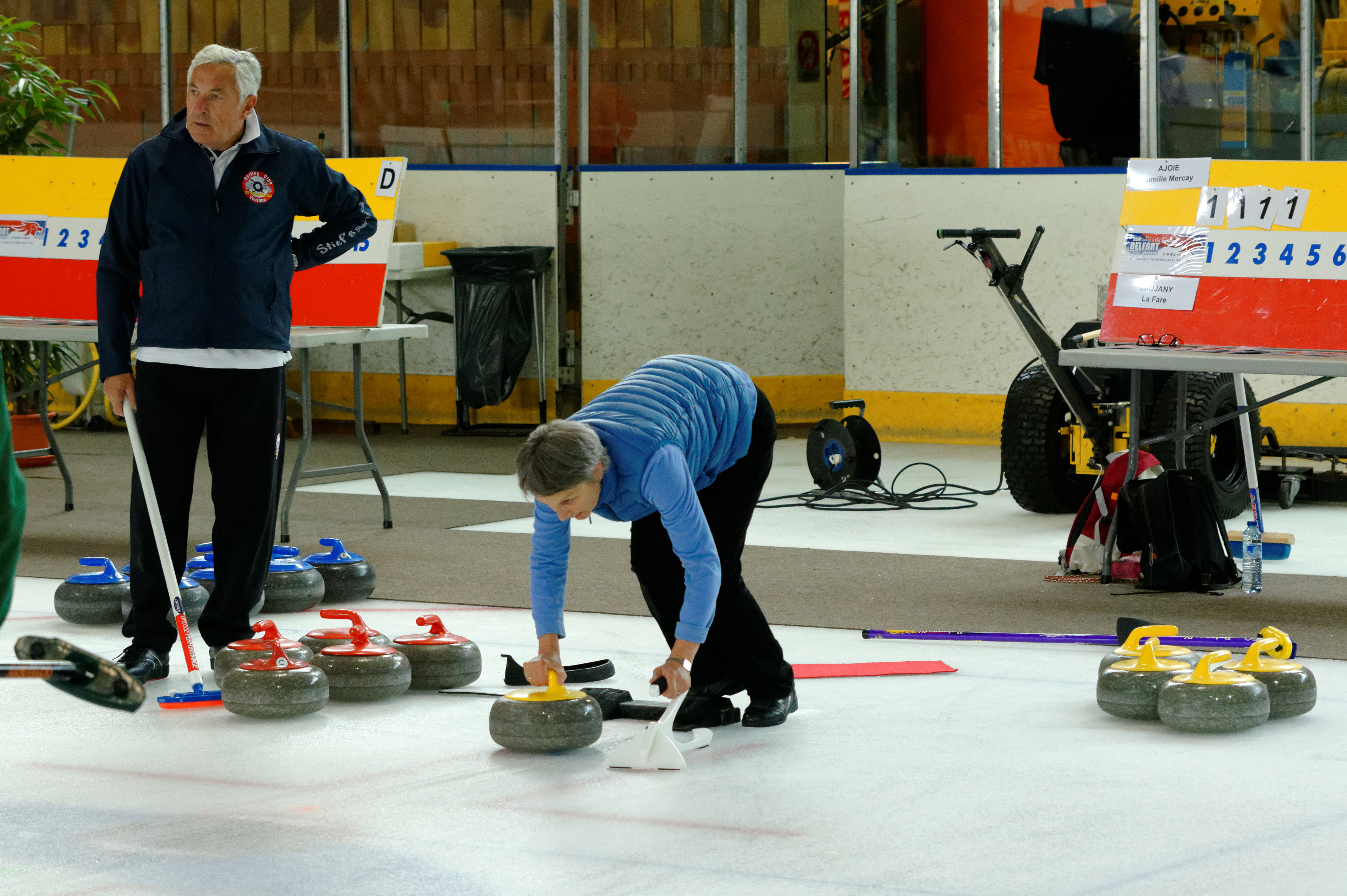
Кёрлингист в центре левой рукой опирается на одну из моделей «Stabilizer»

Первый прототип «Stabilizer» был создан Эрлом Моррисом в 1995, в 1996 оформлена заявка на патент, в 1996—1998 он проходил доработку (применялся на тренировках и соревнованиях в Оттаве, исправлялись выявленные в игровой практике недостатки), в 1999 начал применяться на юниорских соревнованиях (в том числе команда его сын Джона применяла устройство на юниорском чемпионате мира 1999, где они победили), в июле 1999 был официально одобрен Канадской ассоциацией кёрлинга (англ. Canadian Curling Association, CCA), начались продажи устройства в Канаде и других странах, в 2000 был получен патент на устройство, в 2001 Колин Джонс (в том числе и используя приспособление) победила на чемпионате мира.
«Stabilizer», которым пользуются многие кёрлингисты по всему миру, включая турниры самого высокого уровня, — конструкция, внешне похожая на щётку для кёрлинга (англ. curling broom), которую кёрлингист при броске обязан держать в руке, не занятой броском камня, и опираться одним её концом на лёд; но эта «щётка» согнута в прямоугольник или треугольник. Это приспособление позволяет кёрлингисту при броске камня лучше сохранять устойчивость тела в пространстве, тем самым повышая точность броска (поскольку «Stabilizer» стоит на льду на трёх или четырёх ножках со скользящей поверхностью, т. е. кёрлингист прочно опирается «не боевой» рукой через это приспособление на устойчивую поверхность).

## Частная жизнь
Родился и вырос в Саскачеване, в городе Ростерн (англ. en:Rostern).
В 1963 поступил Королевский военный колледж Канады, в 1967 закончил его. В 1986 году (на момент начала работы генеральным менеджером Ассоциации кёрлинга Канады) был в чине майора.
Женат. Жена — Морин (Maureen), медсестра (англ. community health nurse). Трое детей: сын Джон (род. 1978), кёрлингист; дочери Мари (Marie), майор Канадских вооруженных сил (тоже закончила в 1999 Королевский военный колледж) и Сара (Sarah).
В марте 2003 о Морин, Марте и Саре была статья в журнале McLeans magazine, поскольку они были отмечены наградами за свою службу в миротворческих силах в Боснии в течение шести месяцев. В 2004 Сара вновь служила в миротворческих силах, на сей раз в Афганистане.